# VDNJ (Rusia)
VDNJ (pronunciado como: «ve-de-en-já», vɛ dɛ ɛn xaⓘ), siglas de «Exposición de los logros de la economía nacional», es el mayor espacio permanente de exposiciones y feria de muestras de Rusia, y uno de los espacios públicos recreativos más populares de la ciudad de Moscú. 
Inaugurado bajo la Unión Soviética (URSS), actualmente se ha restaurado y ampliado desde el 2014. Tiene medio centenar de edificios y estructuras de interés cultural, un centenar de exposiciones anuales y ocupa varias centenas de hectáreas, siendo el complejo de parque urbano más grande del mundo. En 2018 fue visitado por treinta millones de personas.
Territorialmente, el VDNJa está unido al Parque Ostankino y al Jardín Botánico Principal (desde 2014), cuya superficie total es de casi 700 hectáreas: 240,2 ha es el área del VDNJa; 75,6 ha es el área del Parque Ostankino; 361 ha es el área del GBS; 9,5 ha es el Museo y Centro de Exposiciones "Rabochy i Kolkhoznitsa" y el área frente al arco de la Entrada Principal. Muchas obras maestras de la arquitectura se encuentran en el territorio de la Exposición - 49 objetos de la VDNJa están reconocidos como monumentos del patrimonio cultural.

## Historia
Inaugurado el 1 de agosto de 1939 , un mes antes del comienzo de la Segunda Guerra Mundial, para una gran exhibición de productos agrícolas del país. Dos décadas más tarde, bajo el gobierno liderado por Nikita Jrushchov se decidió transformarlo en una exposición permanente en forma de un extenso parque para publicitar y mostrar la transformación de la economía, ciencia y tecnología en el país. Se inauguró como «Exposición de los logros de la economía nacional de la Unión Soviética» o VDNJ (en ruso: «Выставка достижений народного хозяйства» o «ВДНХ»).  
Con la disolución de la Unión Soviética, especialmente a principios de los años noventa, la mayoría de los pabellones estaban abandonados o se alquilaban como simples tiendas comerciales. Algunos edificios o pabellones, ante la escasez o ausencia de financiación pública, se empezaron a usarse como almacenes de diverso material. Por ejemplo, el pabellón Cosmos dedicado al programa espacial de la URSS, se había transformado en una tienda de flores.
En 1992 la Exposición pasó a llamarse Sociedad Anónima Pública “Centro Panruso de Exposiciones” o VTT (Всероссийский выставочный центр), sin embargo siguió siendo conocido popularmente como VDNJ.
En 2014, el gobierno local de Moscú de Serguéi Sobianin, tras una propuesta y una votación popular, se hizo con el control del parque, e inició un programa de restauración y renovación de un presupuesto millonario. En menos de un año, se restauraron las fachadas de una veintena de pabellones, la entrada principal y la entrada sur. Además se ha ampliado su tamaño, al incorporar el jardín botánico adyacente y el parque de Ostánkino, duplicando así su superficie y alcanzando las 520 ha. El plan inicial es de una inversión y reformas durante los próximos diez años, con un presupuesto inicial de unos 2580 millones de euros.

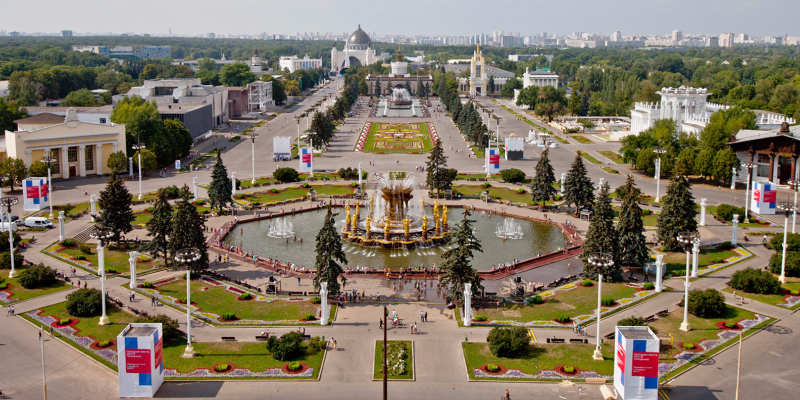
Plaza central del parque VDNJ en 2017.

## Contenido

Fuente Amistad de los Pueblos

El parque tiene numerosas esculturas por las cuales el VDNJ se ha hecho célebre. La entrada principal del parque es un arco de triunfo en el que se encuentran las figuras de un conductor y de una koljosiana. En 2017, dentro del plan de reforma total del parque, se restauró el arco del triunfo y las figuras.
Uno de los monumentos más importantes es los elementos y edificios de arquitectura soviética, con elementos vanguardistas, modernistas y estalinistas. Uno de los pabellones más conocidos es el pabellón de Armenia (antes “Siberia” y “Agricultura de la República Socialista Federativa Soviética de Rusia”), de planta hexagonal, se construyó en 1954. Un proyecto de los arquitectos Clics y Taúshkanov, sus enormes columnas están decoradas con esculturas de trabajadores, y las fachadas laterales del edificio están ornamentadas con naturistas, motivos de la flora y la fauna, que simbolizan la riqueza natural de la región de Siberia.
Desde mediados de los años 50, otros símbolos de la VDNJ son sus famosas fuentes, diseñadas por  el arquitecto Konstantín Topuridze. La fuente "La amistad de los pueblos", "La espiga de oro" y "La flor de piedra". La fuente "La amistad de los pueblos", mostrada al público por primera vez el 1 de agosto de 1954, fue restaurada en 2019. Está formada por figuras de 16 mujeres que representan las repúblicas de la Unión Soviética. Sus estatuas de cuatro metros de altura y 2500 kg de peso cada una, están recubiertas de seis kilos de pan de oro.
Sobre Prospekt Mira se encuentra la estatua alegórica del Obrero y koljosiana. Los personajes van juntos hacia el futuro, teniendo en sus manos un martillo y una hoz. Talladas por Vera Mújina, estas estatuas se concibieron para adornar el pabellón de la URSS en la Exposición Internacional de París, en 1937. Tras un proceso de restauración se ha vuelto a colocar la estatua en su lugar original.

## Galería de imágenes

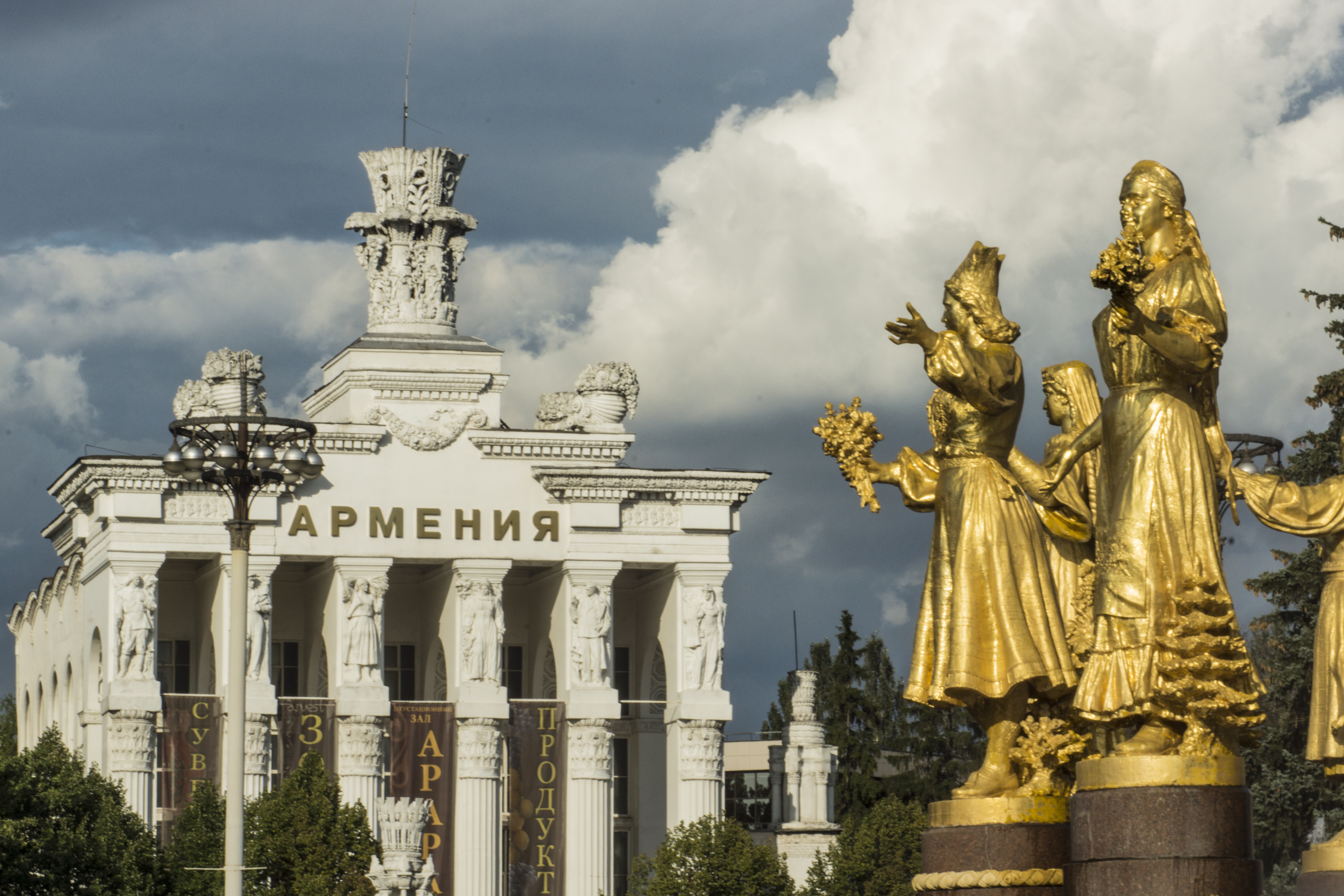
Pabellón de Armenia
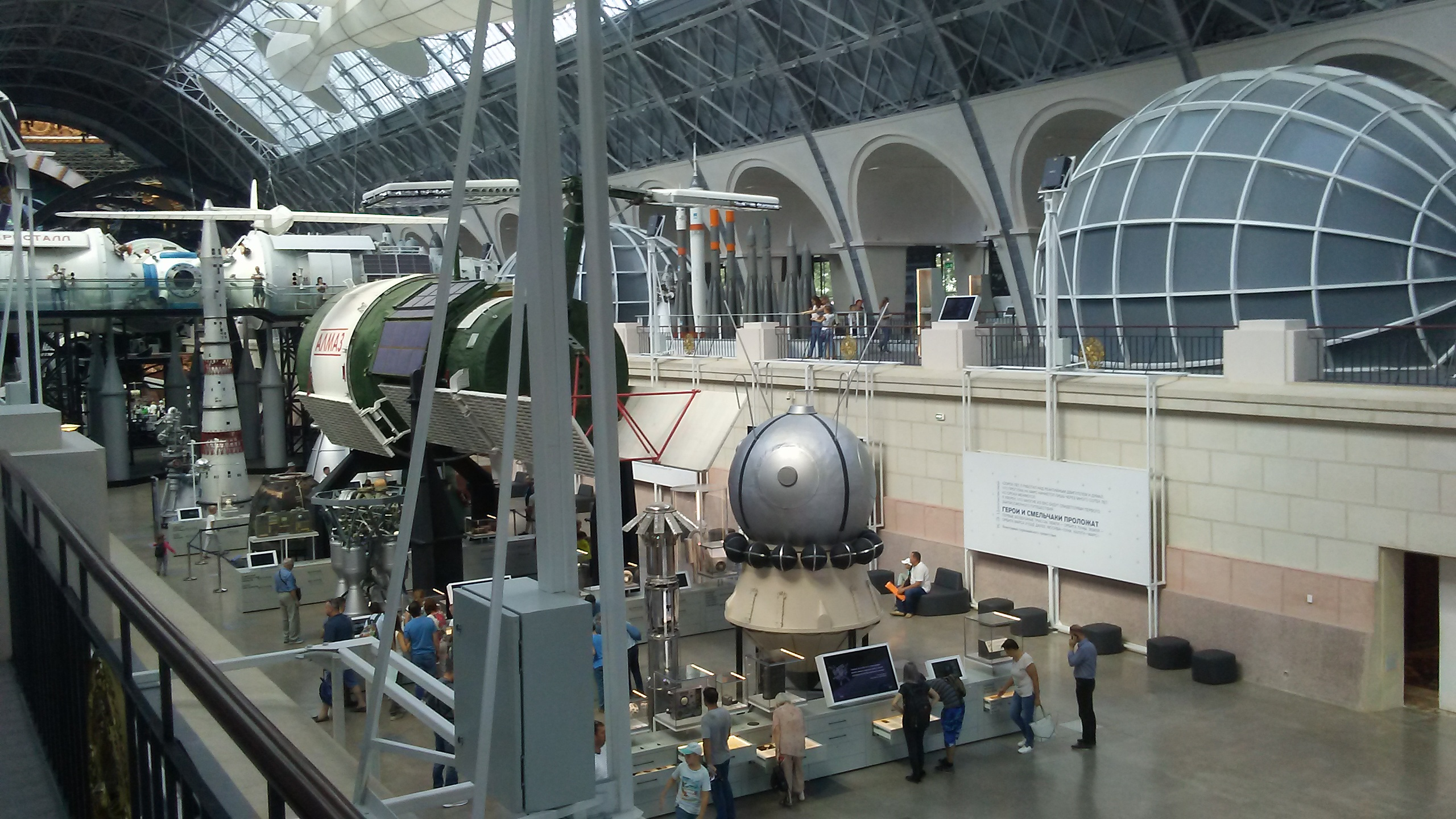
Pabellón Kosmos
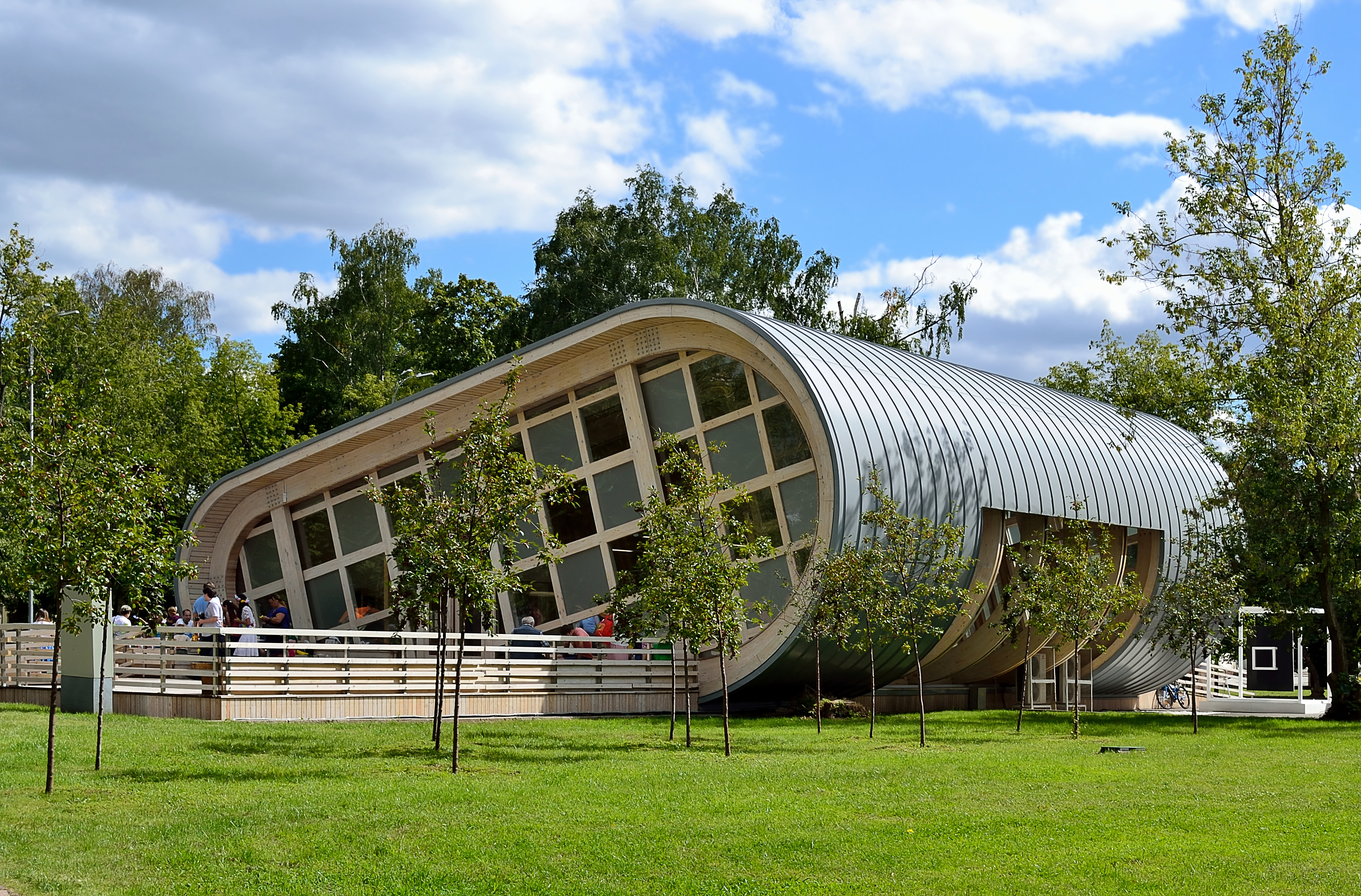
Club de ajedrez
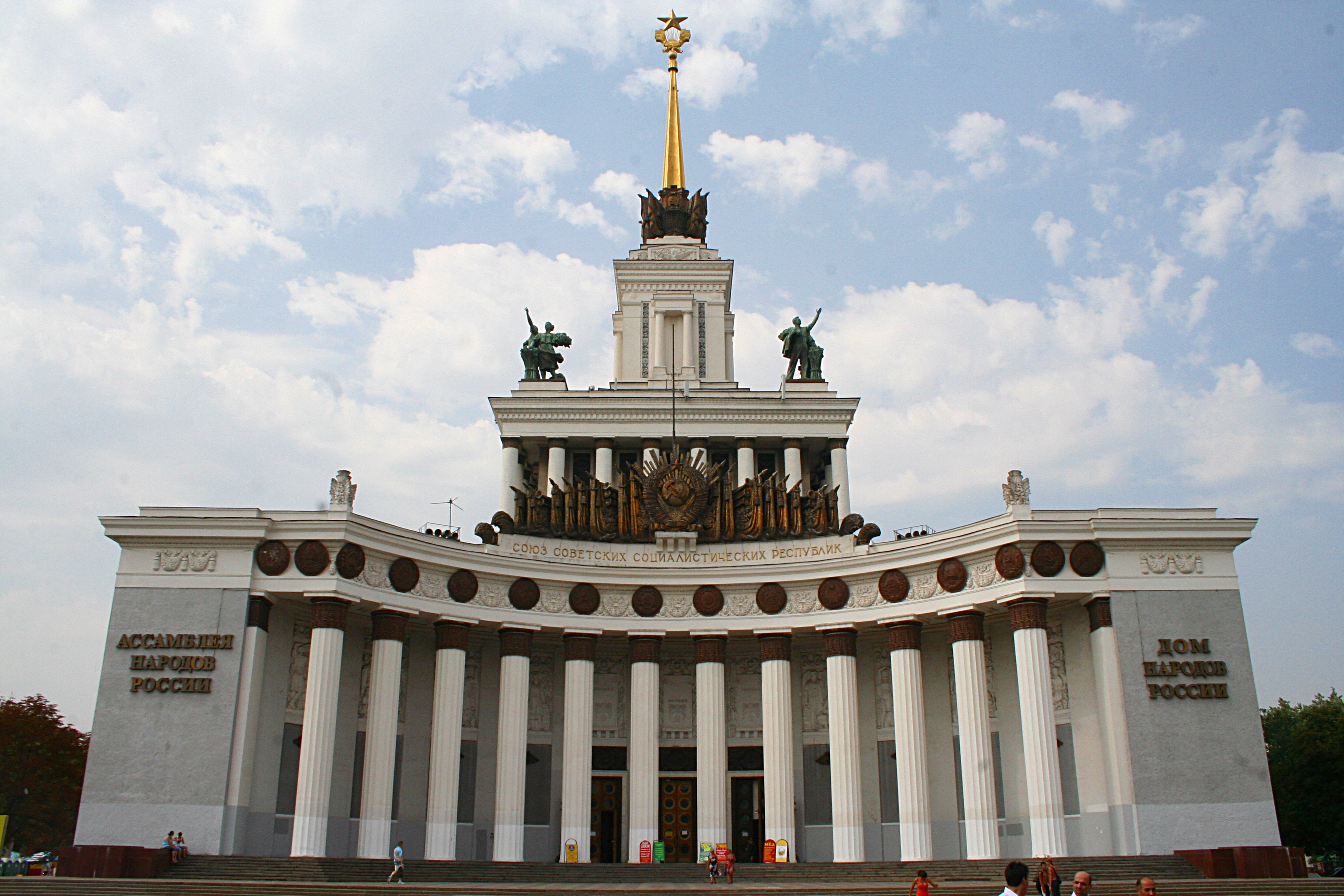
Pabellón central
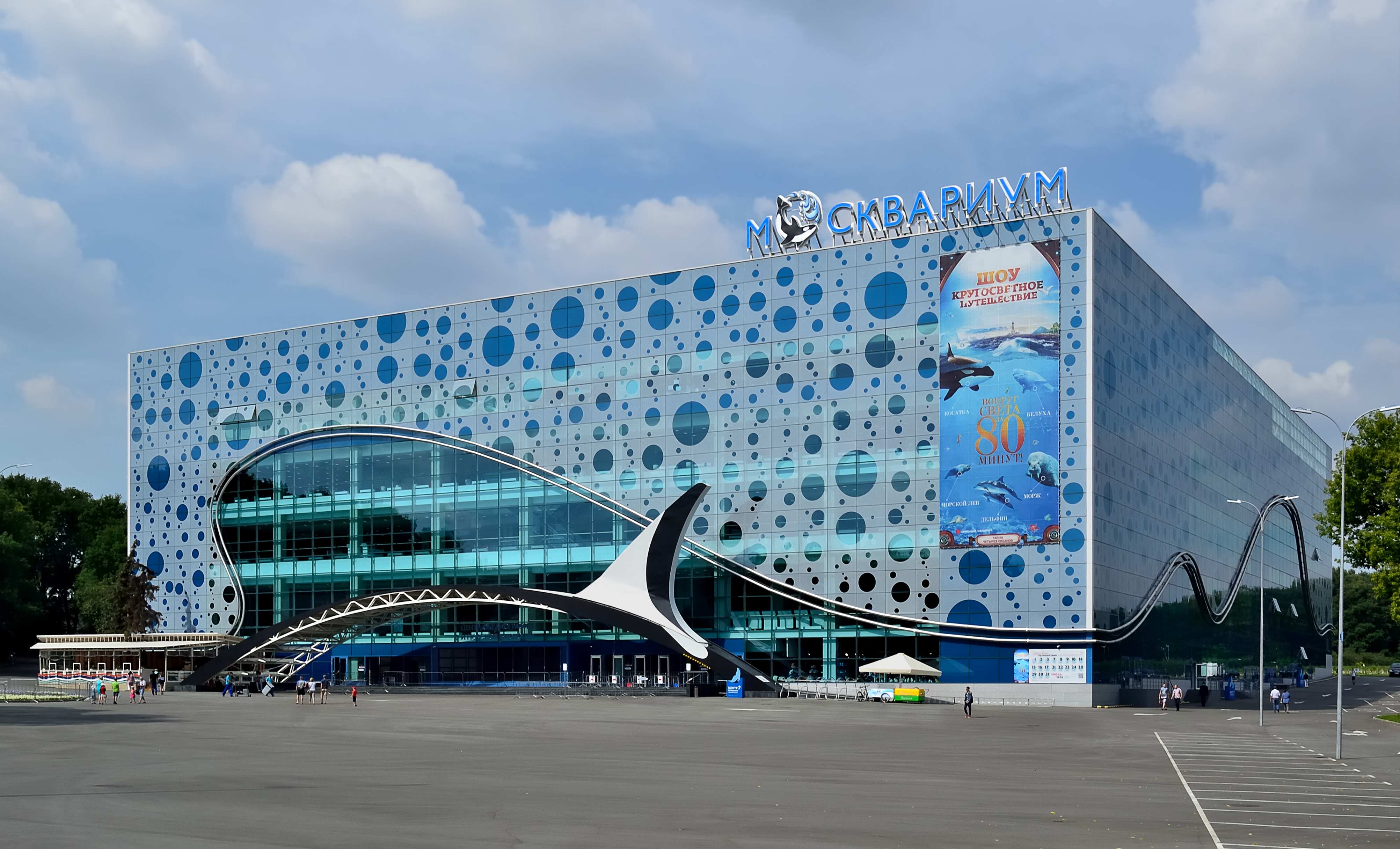
«Moskvarium»
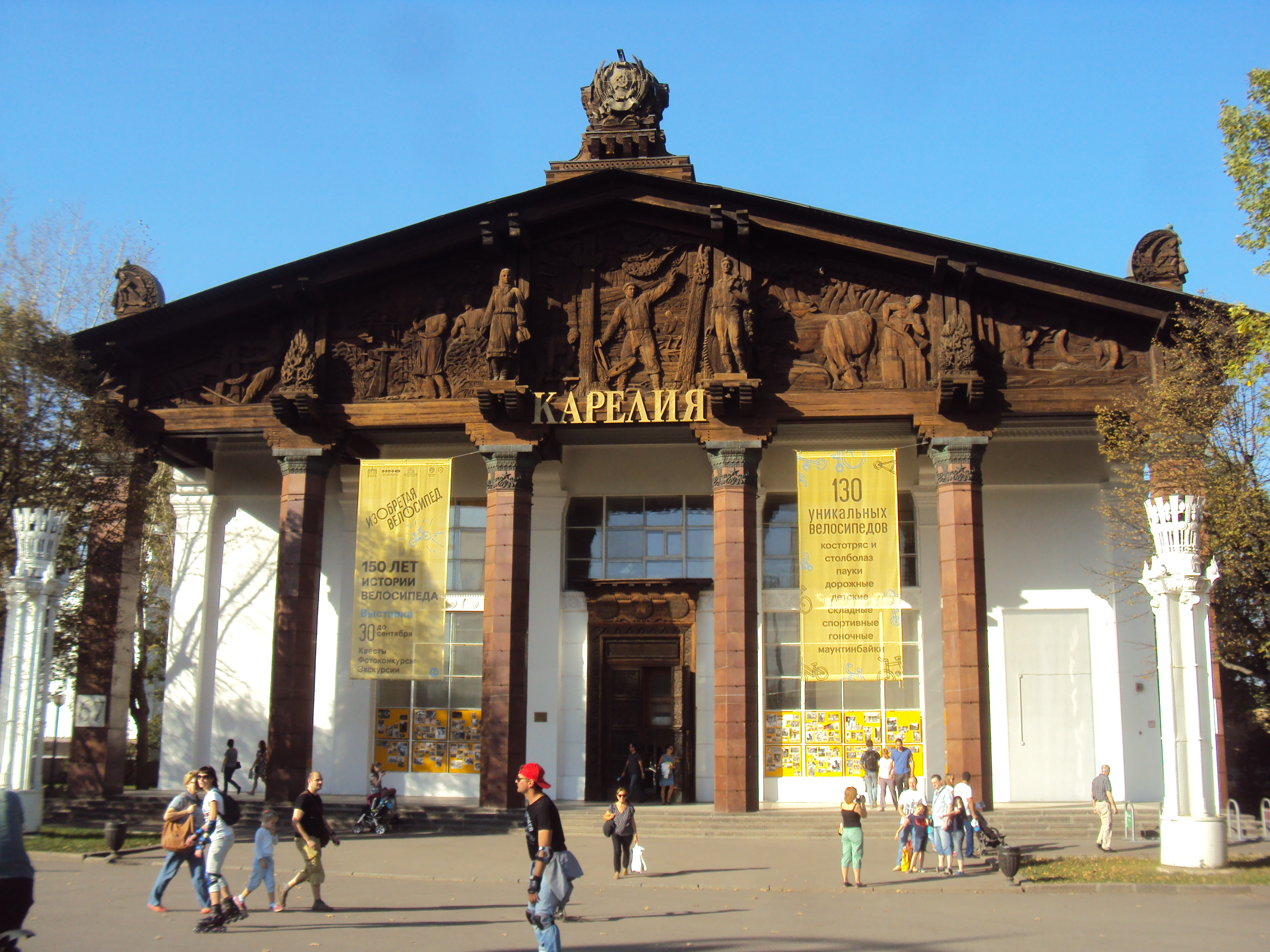
Pabellón de Karelia
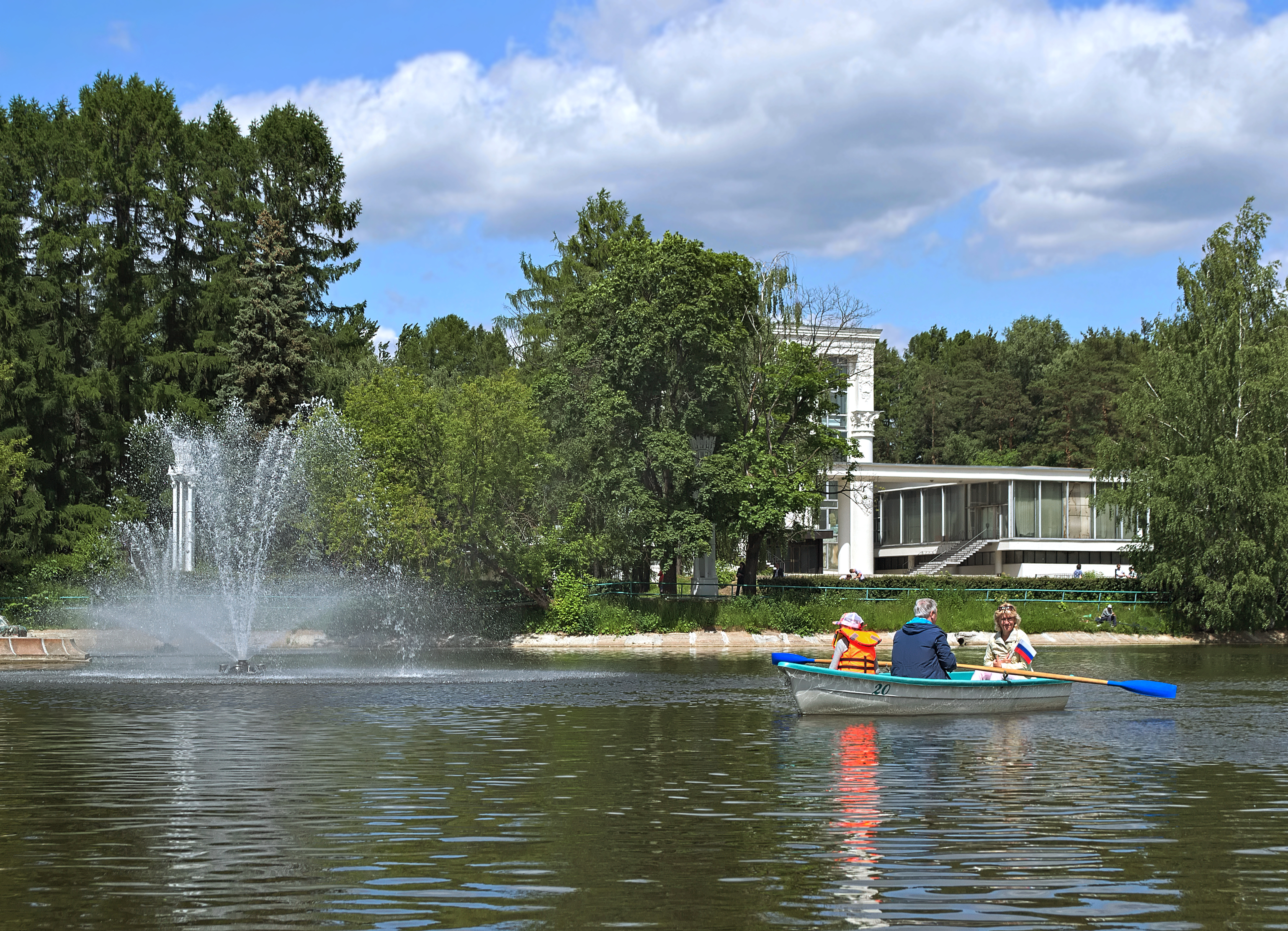
Fuente al lado del pabellón 36
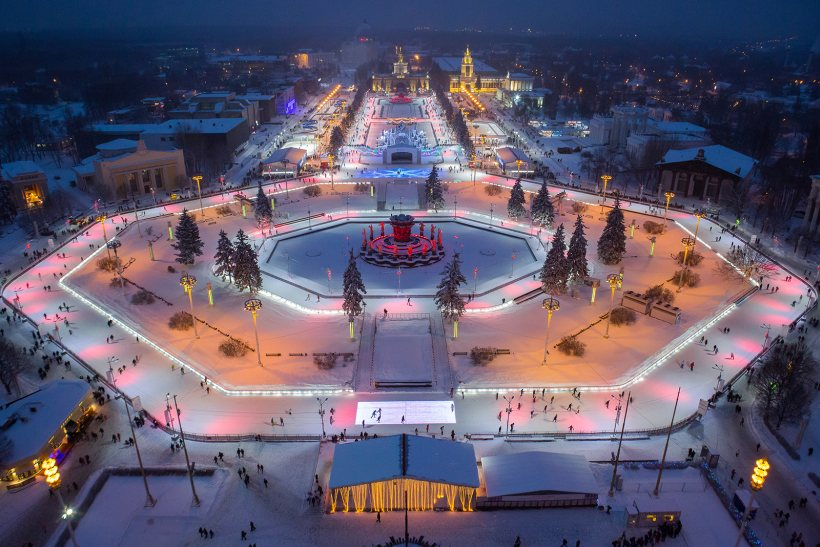
La plaza central en invierno.
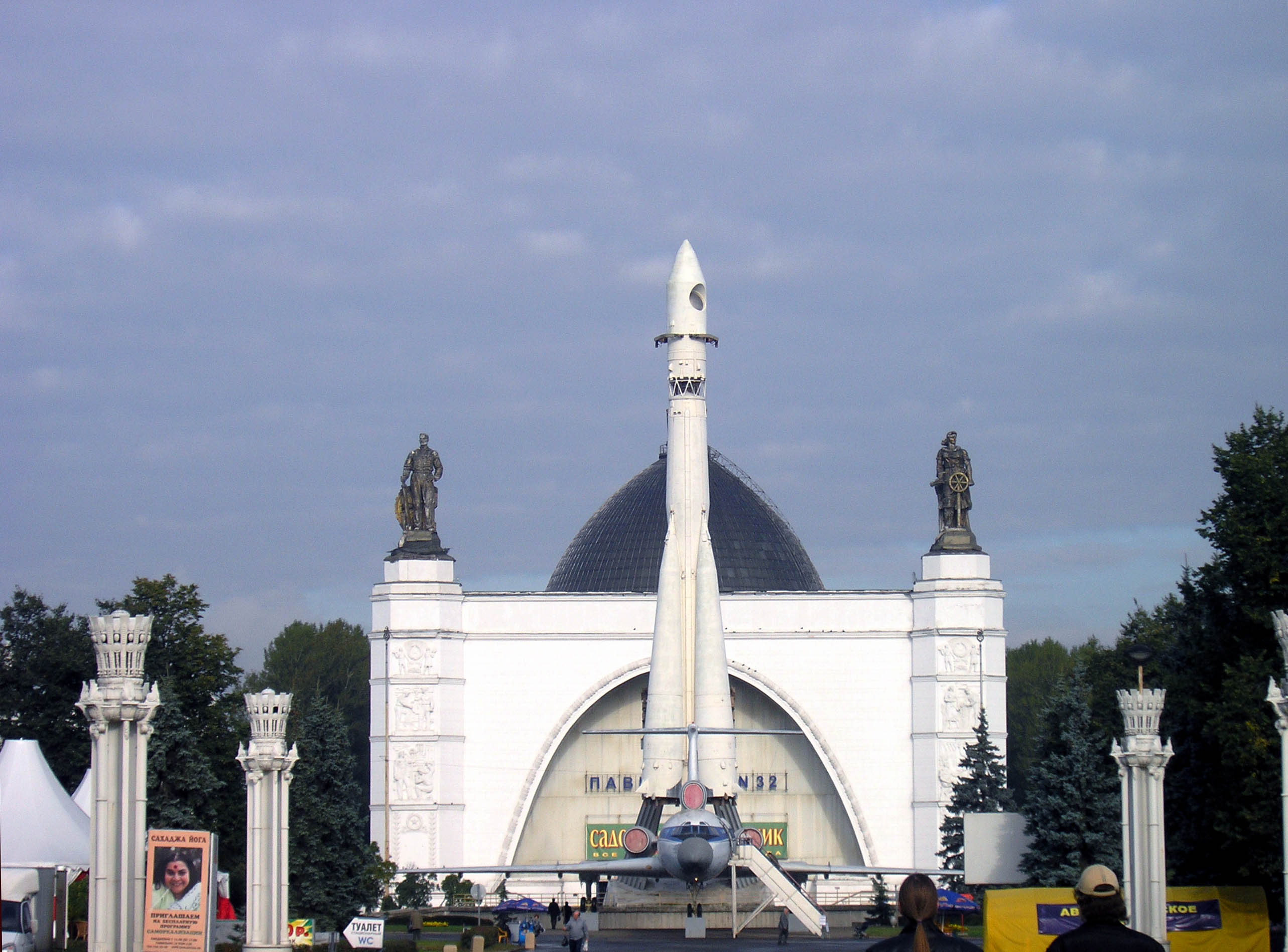
Pabellón Kosmos
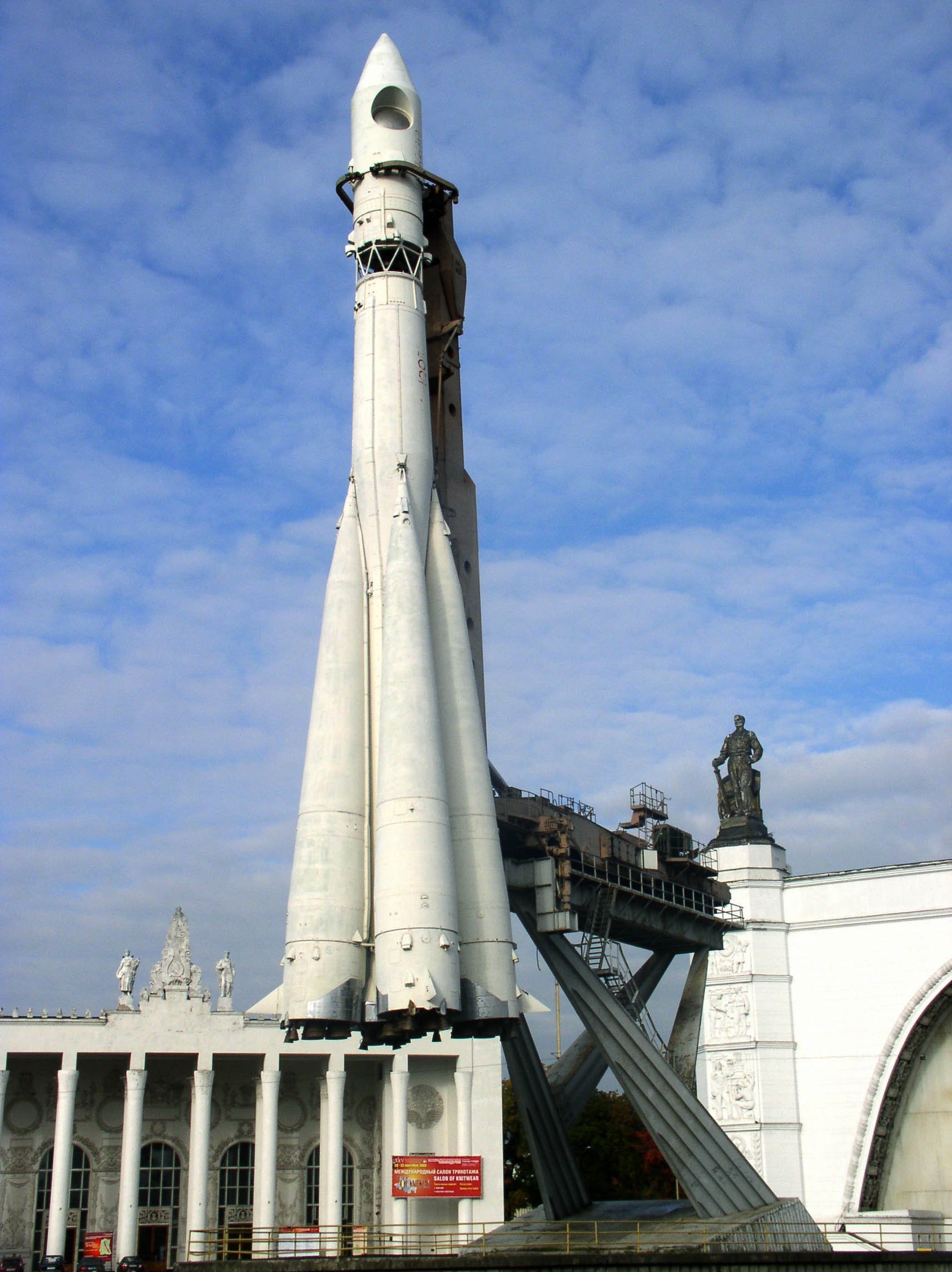
Lanzadera Vostok
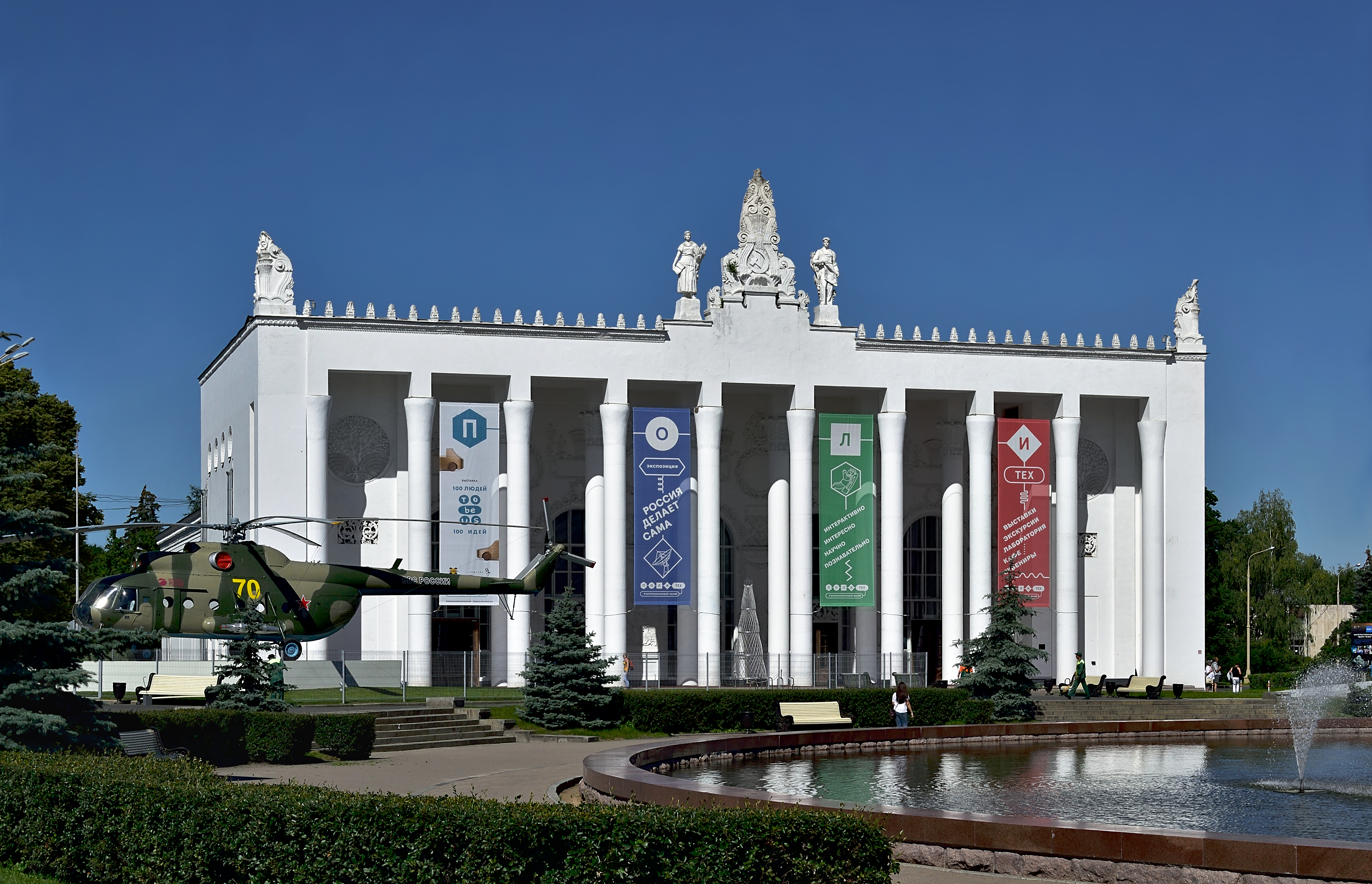
Pabellón del transporte